# Rangers Football Club 2006-2007
Questa voce raccoglie le informazioni riguardanti il Rangers Football Club nelle competizioni ufficiali della stagione 2006-2007.

## Organigramma societario
Area tecnica
- Allenatore: Paul Le Guen, da gennaio Walter Smith
- Allenatore in seconda: Ally McCoist
- Allenatore riserve: Ian Durrant
- Allenatore giovanili: Billy Kirkwood
- Allenatore ragazzi: Alan Kernaghan
- Preparatore atletico: Kenny McDowall
- Preparatore dei portieri: Billy Thompson

Area sanitaria
- Fisioterapista: Davie Henderson

## Rosa
| N. |                                 | Ruolo | Calciatore     |
| -- | ------------------------------- | ----- | -------------- |
| 1  | Germania (bandiera)             | P     | Stefan Klos    |
| 22 | Scozia (bandiera)               | P     | Allan McGregor |
| 2  | Scozia (bandiera)               | D     | Andy Webster   |
| 3  | Scozia (bandiera)               | D     | David Weir     |
| 5  | Bosnia ed Erzegovina (bandiera) | D     | Saša Papac     |
| 7  | Francia (bandiera)              | D     | Brahim Hemdani |
| 12 | Inghilterra (bandiera)          | D     | Ugo Ehiogu     |
| 18 | Scozia (bandiera)               | D     | Ian Murray     |
| 19 | Svezia (bandiera)               | D     | Karl Svensson  |
| 20 | Scozia (bandiera)               | D     | Alan Hutton    |
| 26 | Scozia (bandiera)               | D     | Steven Smith   |
| 28 | Francia (bandiera)              | D     | Antoine Ponroy |

| N. |                           | Ruolo | Calciatore                |
| -- | ------------------------- | ----- | ------------------------- |
| 6  | Scozia (bandiera)         | C     | Barry Ferguson (capitano) |
| 8  | Scozia (bandiera)         | C     | Kevin Thomson             |
| 11 | Scozia (bandiera)         | C     | Gavin Rae                 |
| 14 | Cecoslovacchia (bandiera) | C     | Libor Sionko              |
| 17 | Scozia (bandiera)         | C     | Christopher Burke         |
| 25 | Scozia (bandiera)         | C     | Charlie Adam              |
| 30 | Senegal (bandiera)        | C     | Makhtar N'Diaye           |
| 4  | Belgio (bandiera)         | A     | Thomas Buffel             |
| 9  | Croazia (bandiera)        | A     | Dado Pršo                 |
| 10 | Spagna (bandiera)         | A     | Nacho Novo                |
| 15 | Scozia (bandiera)         | A     | Kris Boyd                 |
| 23 | Slovacchia (bandiera)     | A     | Filip Šebo                |